# Gawrila Andrejewitsch Ratschinski
Gawrila Andrejewitsch Ratschinski (auch: Raczinski) (* 1777 in Nowgorod Sewerski; † 30. Märzjul. / 11. April 1843greg. ebenda) war ein russischer Komponist.
Der Sohn des Kirchenmusikers Andrej Andrejewitsch Ratschinski hatte Violinunterricht bei seinem Vater und studierte in Kiew und Moskau. Seit 1805 wirkte er als Violinlehrer und -virtuose in Moskau. 
Neben Vokalwerken und Kompositionen für Gitarre schuf er eine Reihe von Violinkonzerten und Werke für Violine und Klavier.